# 全国銀行協会
一般社団法人全国銀行協会（ぜんこくぎんこうきょうかい、略称：全銀協、英: Japanese Bankers Association）は、日本国内で活動している銀行に携わる正会員及び準会員、銀行持株会社会員、特別会員によって組織する一般社団法人である。

## 概要

### 全銀協の活動
銀行の健全な発展を図り、経済の成長と国民生活の繁栄に寄与することを目的に、次のような活動を行っているとしている。
- 適正な消費者取引の推進
- 社会貢献活動・コンプライアンスの推進
- 決済システム等の企画・運営
- 銀行業務の円滑化、提言・意見発信

### 会員構成
本邦における都市銀行・リテール系信託銀行・地方銀行・第二地方銀行のほとんどが「正会員」になっており、正会員となっているセブン銀行を除く新たな形態の銀行に類する銀行の殆どや、ホールセール系信託銀行・在日支店を持つ外国銀行（シティバンク、エヌ・エイ、JPモルガン・チェース、アメリカンエキスプレス・インターナショナルなど、一部は「正会員」）などが「準会員」として、みずほフィナンシャルグループ（みずほFG）、三菱UFJフィナンシャル・グループ (MUFG)、三井住友トラスト・ホールディングスが「銀行持株会社会員」（旧来は「持株会社会員」の名称）として加入している。
ちなみに、金融持株会社としては、ソニー銀行などを傘下に置くソニーフィナンシャルホールディングスおよびauじぶん銀行などを傘下に置くauフィナンシャルホールディングスも会員として加入しているが、銀行持株会社会員としてではなく、準会員として加入している（ソニー銀行およびauじぶん銀行自体も準会員である）。
また、2007年10月に発足したゆうちょ銀行も、株券が日本国政府の100%出資の国営企業であるとして、当面加入を認めない方針であった。その後、ゆうちょ銀行は2011年10月27日をもって、「特例会員」（理事会での意思決定などに参加できない）として加入した。そのほか銀行以外の金融機関としては、2007年に農林中央金庫が正会員に加盟した。また、各県毎などの銀行協会も特別会員として加盟している。

## 沿革
- 1945年9月28日 - 全国銀行協会連合会設立。
- 1973年4月9日 - 全国銀行データ通信システムが稼働。
- 1986年3月18日 - 全国銀行公正取引協議会設立。
- 1999年4月20日 - 全国銀行協会連合会を全国銀行協会に改組。
- 2010年4月1日 - 全国銀行データ通信システムを運営する一般社団法人全国銀行資金決済ネットワークが発足。
- 2011年4月1日 - 全国銀行協会の事業を社団法人東京銀行協会（東銀協）へ移行し、東銀協を一般社団法人へ移行登記を行ったうえで、一般社団法人全国銀行協会を新たに発足。
- 2016年 - 銀行会館が再開発のため、朝日生命大手町ビルに本部を移転。
- 2021年2月 - 建て替えられた新会館で業務を開始。

## 歴代会長

### 全国銀行協会連合会時代
| 代 | 氏名         | 出身             | 在任期間                       |
| 1  | 加藤武男     | 三菱銀行         | 1945年9月28日 - 1945年11月1日  |
| 2  | 万代順四郎   | 帝国銀行         | 1945年11月5日 - 1946年12月11日 |
| 3  | 佐藤喜一郎   | 帝国銀行         | 1947年2月24日 - 1948年5月24日  |
| 4  | 井尻芳郎     | 安田銀行         | 1948年5月24日 - 1948年6月24日  |
| 5  | 千金良宗三郎 | 三菱銀行         | 1948年6月24日 - 1949年5月17日  |
| 6  | 濱口雄彦     | 東京銀行         | 1949年5月17日 - 1950年6月15日  |
| 7  | 迫静二       | 富士銀行         | 1950年6月15日 - 1951年6月11日  |
| 8  | 佐藤喜一郎   | 帝国銀行         | 1951年6月11日 - 1952年6月16日  |
| 9  | 酒井杏之助   | 第一銀行         | 1952年6月16日 - 1953年6月18日  |
| 10 | 千金良宗三郎 | 千代田銀行       | 1953年6月18日 - 1954年6月10日  |
| 11 | 堀武芳       | 日本勧業銀行     | 1954年6月10日 - 1955年6月15日  |
| 12 | 迫静二       | 富士銀行         | 1955年6月15日 - 1956年6月11日  |
| 13 | 佐藤喜一郎   | 三井銀行         | 1956年6月11日 - 1957年6月5日   |
| 14 | 酒井杏之助   | 第一銀行         | 1957年6月5日 - 1958年6月23日   |
| 15 | 小笠原光雄   | 三菱銀行         | 1958年6月23日 - 1959年6月16日  |
| 16 | 堀武芳       | 日本勧業銀行     | 1959年6月16日 - 1960年6月6日   |
| 17 | 金子鋭       | 富士銀行         | 1960年6月6日 - 1961年4月24日   |
| 18 | 柳満珠雄     | 三井銀行         | 1961年4月24日 - 1962年4月30日  |
| 19 | 宇佐美洵     | 三菱銀行         | 1962年4月30日 - 1963年4月30日  |
| 20 | 井上薫       | 第一銀行         | 1963年4月30日 - 1964年4月28日  |
| 21 | 中村一策     | 日本勧業銀行     | 1964年4月28日 - 1965年4月27日  |
| 22 | 岩佐凱実     | 富士銀行         | 1965年4月27日 - 1966年4月26日  |
| 23 | 田中久兵衛   | 三井銀行         | 1966年4月26日 - 1967年4月25日  |
| 24 | 田実渉       | 三菱銀行         | 1967年4月25日 - 1968年4月30日  |
| 25 | 長谷川重三郎 | 第一銀行         | 1968年4月30日 - 1969年4月22日  |
| 26 | 横田郁       | 日本勧業銀行     | 1969年4月22日 - 1970年4月28日  |
| 27 | 岩佐凱実     | 富士銀行         | 1970年4月28日 - 1971年4月27日  |
| 28 | 小山五郎     | 三井銀行         | 1971年4月27日 - 1972年4月25日  |
| 29 | 中村俊男     | 三菱銀行         | 1972年4月25日 - 1973年4月24日  |
| 30 | 横田郁       | 第一勧業銀行     | 1973年4月24日 - 1974年4月23日  |
| 31 | 佐々木邦彦   | 富士銀行         | 1974年4月23日 - 1975年4月22日  |
| 32 | 板倉譲治     | 三井銀行         | 1975年4月22日 - 1976年4月27日  |
| 33 | 中村俊男     | 三菱銀行         | 1976年4月27日 - 1977年4月26日  |
| 34 | 村本周三     | 第一勧業銀行     | 1977年4月26日 - 1978年4月25日  |
| 35 | 松沢卓二     | 富士銀行         | 1978年4月25日 - 1979年4月24日  |
| 36 | 関正彦       | 三井銀行         | 1979年4月24日 - 1980年4月22日  |
| 37 | 山田春       | 三菱銀行         | 1980年4月22日 - 1981年4月28日  |
| 38 | 村本周三     | 第一勧業銀行     | 1981年4月28日 - 1982年4月27日  |
| 39 | 荒木義朗     | 富士銀行         | 1982年4月27日 - 1983年4月26日  |
| 40 | 草場敏郎     | 三井銀行         | 1983年4月27日 - 1984年4月24日  |
| 41 | 山田春       | 三菱銀行         | 1984年4月24日 - 1985年4月23日  |
| 42 | 羽倉信也     | 第一勧業銀行     | 1985年4月23日 - 1986年4月22日  |
| 43 | 荒木義朗     | 富士銀行         | 1986年4月22日 - 1987年4月21日  |
| 44 | 神谷健一     | 三井銀行         | 1987年4月21日 - 1988年4月26日  |
| 45 | 伊夫伎一雄   | 三菱銀行         | 1988年4月26日 - 1989年4月25日  |
| 46 | 宮崎邦次     | 第一勧業銀行     | 1989年4月25日 - 1990年4月24日  |
| 47 | 端田泰三     | 富士銀行         | 1990年4月24日 - 1991年4月23日  |
| 48 | 末松謙一     | 太陽神戸三井銀行 | 1991年4月23日 - 1992年4月21日  |
| 49 | 若井恒雄     | 三菱銀行         | 1992年4月21日 - 1993年4月20日  |
| 50 | 奥田正司     | 第一勧業銀行     | 1993年4月20日 - 1994年4月26日  |
| 51 | 森川敏雄     | 住友銀行         | 1994年4月26日 - 1995年4月25日  |
| 52 | 橋本徹       | 富士銀行         | 1995年4月25日 - 1996年4月23日  |
| 53 | 橋本俊作     | さくら銀行       | 1996年4月23日 - 1997年4月22日  |
| 54 | 佐伯尚孝     | 三和銀行         | 1997年4月22日 - 1998年         |
| 55 | 岸暁         | 東京三菱銀行     | 1998年 - 1999年                |

### 一般社団法人移行前
持株会員加盟社たる金融持株会社の社長を兼任している頭取の場合は、頭取の肩書きで就任しているため、その時点での頭取の肩書きのみ示す。
- 1999年度 - 杉田力之（第一勧業銀行会長兼頭取）
- 2000年度 - 西川善文（住友銀行頭取、退任時は（旧）SMBC頭取）
- 2001年度 - 山本惠朗（富士銀行頭取、退任時はみずほHD特別顧問）
- 2002年度 - 寺西正司（UFJ銀行頭取）
- 2003年度 - 三木繁光（東京三菱銀行頭取）
- 2004年度 - 西川善文（SMBC頭取）
- 2005年度 - 前田晃伸（みずほFG社長）
- 2006年度 - 畔柳信雄（三菱東京UFJ銀行頭取）
- 2007年度 - 奥正之（SMBC頭取）
- 2008年度 - 杉山清次（旧みずほ銀行頭取、退任時は同行会長）
- 2009年度 - 永易克典（BTMU頭取）
- 2010年度 - 奥正之（SMBC頭取）

### 一般社団法人移行後
- 2011年度（暫定） - 奥正之[注 2]
- 2011年度 - 永易克典（BTMU頭取）
- 2012年度 - 佐藤康博（みずほFG社長[注 3]）
- 2013年度 - 國部毅（SMBC頭取）
- 2014年度 - 平野信行（BTMU頭取）
- 2015年度 - 佐藤康博（みずほFG社長）
- 2016年度 - 國部毅（SMBC頭取）
- 2017年度（6月13日まで） - 小山田隆（BTMU頭取）
- 2017年度（6月14日以降） - 平野信行（MUFG社長）
- 2018年度 - 藤原弘治（みずほ銀行頭取）
- 2019年度 - 髙島誠（SMBC頭取）
- 2020年度 - 三毛兼承（三菱UFJ銀行頭取）[5]
- 2021年度 (6月30日まで）- 三毛兼承（MUFG会長）
- 2021年度 (7月1日以降）- 髙島誠（SMBC頭取）
- 2022年度 (6月30日まで）- 髙島誠（SMBC頭取）
- 2022年度（7月1日以降）- 半沢淳一（三菱UFJ銀行頭取）[6]
- 2023年度 - 加藤勝彦（みずほ銀行頭取）
- 2024年度 - 福留朗裕（SMBC頭取）
- 2025年度- 半沢淳一（三菱UFJ銀行頭取）

### 会長就任サイクルについて
全国銀行協会連合会時代から1993年まで、殆どが第二次世界大戦終戦前の財閥系大手都市銀行である帝国銀行・三菱銀行・安田銀行および特殊銀行だった日本勧業銀行から輩出されていた。

#### 旧全銀協時代
旧全銀協会長については、4月1日付での就任ではない（4月21日付で就任）ため、旧全銀協に改組された1999年4月1日時点では、前身の組織のトップだった岸暁が初代の杉田力之就任まで会長代行を務めている。
2002年度の会長には、当初は室町鐘緒三和銀行頭取（2002年1月の合併と同時にUFJ銀行頭取就任が内定していた）を内定していたが、経営責任で合併と同時に頭取を辞任したため、代わってUFJ銀行初代頭取に内定した、当時三和銀行専務の寺西正司に差し替えた経緯がある。それ以外は、一般社団法人への移行直後の2011年度を除き、当初の内定通りに会長が就任している。
なお、旧全銀協の組織発足当初は、DKB→住銀→富士銀→三和→さくら→東京三菱の各頭取の輪番となっていたが、メガバンクの再編で、「三和→UFJ」のところに合併先の「三菱東京UFJ」が繰り上がり、「さくら」のところに合併先の「（旧）SMBC」（ただし、西川再登板時点で逆さ合併後の現法人になっている）が繰り上がっている。これにより、一般社団法人移行前の輪番（みずほ銀・みずほFG→三菱東京UFJ銀・MUFG→SMBC）が形成された。
2007年度の会長には奥正之SMBC頭取が就任した。内定の際、SMFGが持株会社会員となっていないため、同社の北山禎介社長（SMBC会長）は候補に挙がらなかった（なお、2005年度当時には、みずほ銀行の杉山清次頭取（当時）も候補に挙がっていた）。
2008年度の会長には、みずほ銀行の杉山清次頭取（当時）が就任。当初は、前田晃伸みずほFG社長（当時）の再登板も検討されたが、全銀協の方針により、リテールに力を入れたい意向があったことから、みずほFG傘下でリテールを担当するみずほ銀行の頭取、ということになった。
2009年度の会長は永易克典三菱東京UFJ銀行頭取が就任しており、2010年度の会長は奥正之の再登板となった。

#### 2011年以降の（一社）全銀協時代
一般社団法人移行初年度となった2011年度は、従前のケースに倣えばみずほの割り当てとなり、塚本隆史FG社長か西堀利みずほ銀行頭取のいずれかの就任が想定されていた。当初は西堀の就任を予定していたが、同年3月に発生したみずほ銀行のシステムトラブルに伴う引責辞任から、3ヶ月程度、会長就任を延期することが明らかになり、暫定的に奥が残留した。その後、同年4月になって、西堀が正式に辞退したため、従来の輪番のままでは2012年に割当予定だった三菱東京UFJ銀行の頭取に繰上げの上、管掌させる方針となり、永易克典が同年7月1日付で就任した。
2012年度は、前年の輪番が崩れたことから繰り下がりでみずほが管掌することとなり、みずほコーポレート銀行頭取を兼任する佐藤康博みずほFG社長が、FG社長の立場で就任した。
2013年度以降は、SMBC→MUFGまたはBTMU→みずほ銀行またはみずほFG、の順で、軌道修正された輪番で動かすようになり、2015年には佐藤康博が2度目の登板（このときはFG社長専任として）、2016年には國部毅が同じく2度目の登板となった。2017年は、三菱東京UFJ銀行の小山田隆頭取（当時）が就任したが、同行頭取職を在任途中辞任することになり、急遽前任頭取であった平野信行がMUFG社長の立場で登板した。これまで、同行頭取がMUFG社長職との兼任の場合は銀行頭取の肩書きで全銀協会長に就任していたが、MUFG社長の肩書きでの就任は初となった（平野本人は再登板）。
2021年度は、坂井辰史みずほFG社長（当時）が全銀協会長の就任辞退を余儀なくされたことから、2020年度の会長が3ヶ月留任したことに伴って3ヶ月任期がずれて就任する形となっていたが、2023年度にみずほ銀行の加藤勝彦頭取が同年4月に会長に就任したことで、ずれた状態が解消された。

## 番組協賛
- 全国銀行協会・JRN NEWSウィークエンドネットワーク（TBSラジオ　土曜17:45-17:50の全国ネット　2007年3月まで）
かつては東京12チャンネル（現・テレビ東京）の夕方の天気予報枠のスポンサーだった。
- ニッポン放送では2008年1月現在、平日の夕方枠を中心に1日数回CMが流れている。

### 注
1. ↑  農林中金自体は、機関投資家のような位置づけではあるが、金融持株会社そのものではないものの、リテール担当である各地域農協（および、信用事業の扱いがある漁協）の信用事業部門における全国的な統轄機関としての位置づけとしての加盟である。
2. ↑  暫定在任期間当時、三井住友フィナンシャルグループ会長。SMFGが持株会社会員ではないため、本来この肩書きでは就任できないが、暫定的に前任者として引き続き会長職を務めた。このため、肩書き欄が当時空白となっていた。
3. ↑  当時、みずほコーポレート銀行頭取を兼務していた。